# Georg Schariczer von Rény
Georg Freiherr Schariczer von Rény (Sombor, 6. lipnja 1864. – Bratislava, 26. veljače 1945.) je bio austrougarski general i vojni zapovjednik. Tijekom Prvog svjetskog rata zapovijedao je 16. pješačkom divizijom i VII. korpusom na Istočnom i Talijanskom bojištu.

## Vojna karijera
Georg Schariczer je rođen 6. lipnja 1864. u Somboru. Sin je Attile Schariczera, inače bojnika u vojarni u Petrovaradinu. Nakon pohađanja više vojne škole u Mährisch-Weisskirchenu i Terezijanske vojne akademije u Bečkom Novom Mjestu, s činom poručnika od studenog 1884. služi u 84. pješačkoj pukovniji. U čin natporučnika unaprijeđen je u siječnju 1889. godine, da bi potom pohađao Vojnu akademiju u Beču. Po završetku iste služi u 2. pješačkoj brigadi u Sarajevu, da bi potom bio premješten na službu u 1. pješačku brigadu. U svibnju 1893. promaknut je u čin satnika, te je istodobno premješten na službu u IV. korpus koji je imao sjedište u Budimpešti. Potom nakon kratke službe u V. korpusu i 72. pješačkoj pukovniji, u svibnju 1899. unaprijeđen je u čin bojnika, te imenovan načelnikom stožera 17. pješačke divizije. Navedenu dužnost obnaša do 1902. kada postaje načelnikom stožera XIV. korpusa tijekom koje službe je u svibnju 1903. promaknut u čin potpukovnika.
Od listopada 1904. nalazi se na službi u 37. pješačkoj pukovniji, te je dvije godine poslije, u svibnju 1906., unaprijeđen u pukovnika. Iste godine u kolovozu imenovan je načelnikom 6. odjela ministarstva rata. Navedenu dužnost obnaša do studenog 1908. kada postaje pobočnikom nadvojvode Eugena, tada glavnog vojnog inspektora. Dužnost pobočnika nastavlja obnašati i kada je glavnim inspektorom vojske imenovan Franz Conrad von Hötzendorf. U studenom 1911. promaknut je u general bojnika, dok je u ožujku 1913. imenovan zapovjednikom 27. pješačke brigade smještene u Bratislavi na čijem čelu dočekuje i početak Prvog svjetskog rata.

## Prvi svjetski rat
Na početku Prvog svjetskog rata 27. pješačka brigada nalazila se u sastavu 14. pješačke divizije kojom je na Istočnom bojištu zapovijedao Hugo Martiny. Zapovijedajući 27. pješačkom brigadom Schariczer sudjeluje u Bitci kod Krasnika, te u borbama u južnoj Poljskoj za što je i odlikovan. U rujnu 1914. postaje zapovjednikom 16. pješačke divizije koja se nalazila u sastavu 2. armije pod zapovjedništvom Eduarda von Böhm-Ermollija. U sastavu 2. armije sudjeluje u borbama južno od Przemysla, nakon čega je 16. pješačka divizija premještena u Šlesku gdje sudjeluje u bitkama južno od Lodza. Krajem prosinca 1914. Schariczer je promaknut u čin podmaršala.
U travnju 1915. 16. pješačka divizija ulazi u sastav Armijskog odjela Woyrsch u sastavu kojeg sudjeluje u ofenzivi Gorlice-Tarnow. Scharizer tako sudjeluje u prodoru prema Ivangorodu, prelasku Visle i zauzimanju Brest-Litovska. Nakon toga bojište se stabiliziralo sve do ljeta 1916. i Brusilovljeve ofenzive u kojoj 16. divizija sprječava prodor ruskih snaga kod Baranoviča.
U kolovozu 1916. Schariczer je sa 16. pješačkom divizijom premješten na Talijansko bojište u sastav 5. armije u sklopu koje odmah po dolasku na bojište sudjeluje u Devetoj bitci na Soči. U studenom 1916. preuzima zapovjedništvo nad VII. korpusom kojim je do tada zapovijedao nadvojvoda Josef. S navedenim korpusom u svibnju 1917. uspješno zaustavlja talijanski napad u Desetoj bitci na Soči koji je bio usmjeren prema Trstu. Nakon proboja fronta kod Kobarida u listopadu 1917. Schariczer u sastavu 1. sočanska armije pod zapovjedništvom Wenzela von Wurma sudjeluje u gonjenju neprijatelja najprije do Tagliamenta, te potom do Piave. Za navedeni uspjeh u svibnju 1918. promaknut je u čin generala pješaštva. Nakon neuspješne Bitke na Piavi u lipnju 1918. Schariczer s VII. korpusom je u rujnu prisiljen na povlačenje preko Tagliamenta gdje dočekuje i kraj rata.

## Poslije rata
Nakon završetka rata Schariczer je s 1. siječnjem 1919. umirovljen. Živio je u Bratislavi gdje je i preminuo 26. veljače 1945. godine u 81. godini života.

## Vanjske poveznice
(eng.) Georg Schariczer von Rény na stranici Austro-Hungarian-Army.co.uk

(eng.) Georg Schariczer von Rény na stranici Oocities.org

(njem.) Georg Schariczer von Rény na stranici Weltkriege.at